# Gales en la Copa Mundial de Rugby de 1991
Los Dragones rojos fueron una de las 16 naciones participantes de la Copa Mundial de Rugby de 1991, que se celebró por primera vez en Inglaterra (Reino Unido).
Debido a la sede, Gales pudo jugar de local en su estadio Cardiff Arms Park todos los partidos. Todavía así, no lograron vencer a Samoa y se convirtieron en la primera potencia en ser eliminada en la primera fase.

## Plantel

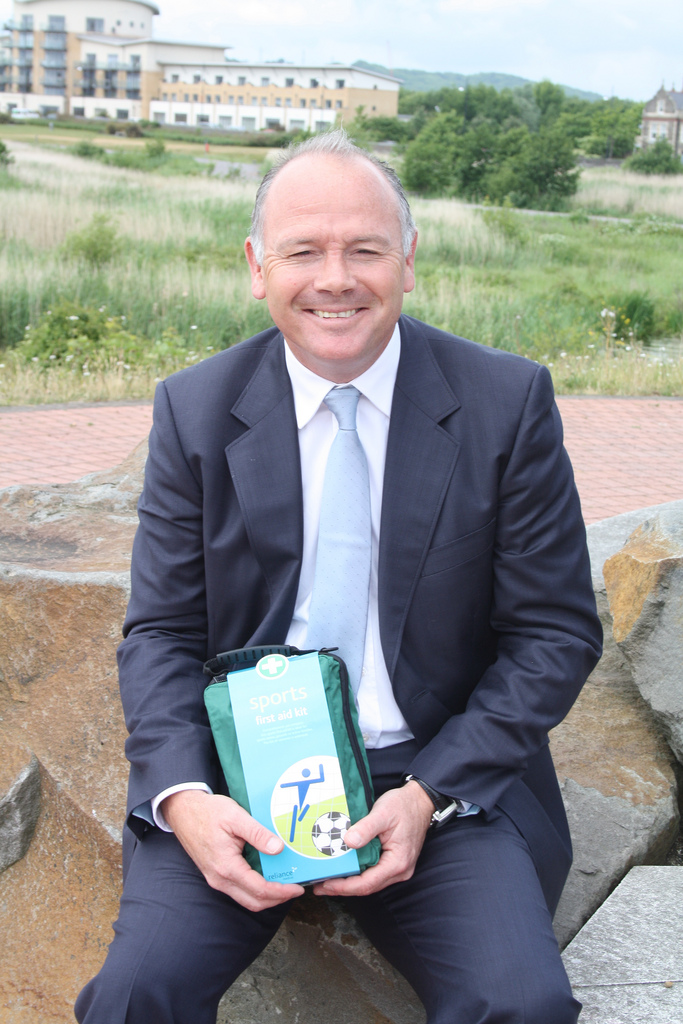
Ieuan Evans fue el capitán.

Davies (47 años) hizo jugar el torneo a todo su plantel.
Las edades son a la fecha del último partido de Gales (12 de octubre de 1991).
|                         | Jugador             | Edad    | Posición      | Tests | Equipo                 |
| ----------------------- | ------------------- | ------- | ------------- | ----- | ---------------------- |
| Hookers y Pilares       |                     |         |               |       |                        |
|                         | Mark Davis          | 21 años | Pilar         | 1     | Newport RFC            |
| 3                       | Laurance Delaney    | 35 años | Pilar         | 5     | Llanelli RFC           |
| 1                       | Mike Griffiths      | 29 años | Pilar         | 15    | Cardiff RFC            |
| 2                       | Garin Jenkins       | 25 años | Hooker        | 1     | Pontypool RFC          |
|                         | Ken Waters          | 30 años | Hooker        | 0     | Newbridge RFC          |
|                         | Hugh Williams-Jones | 28 años | Pilar         | 4     | South Wales Police RFC |
| Segundas líneas         |                     |         |               |       |                        |
| 4                       | Paul Arnold         | 23 años | Segunda línea | 8     | Swansea RFC            |
|                         | Phil May            | 35 años | Segunda línea | 6     | Llanelli RFC           |
| 5                       | Kevin Moseley       | 28 años | Segunda línea | 6     | Newport RFC            |
| Alas y Octavos          |                     |         |               |       |                        |
|                         | Richie Collins      | 29 años | Ala           | 16    | South Wales Police RFC |
| 8                       | Phil Davies         | 27 años | Octavo        | 29    | Llanelli RFC           |
| 6                       | Emyr Lewis          | 23 años | Ala           | 4     | Llanelli RFC           |
|                         | Martyn Morris       | 29 años | Octavo        | 9     | Neath RFC              |
| 7                       | Richard Webster     | 24 años | Ala           | 2     | Swansea RFC            |
| Medios scrums           |                     |         |               |       |                        |
|                         | Andy Booth          | 23 años | Medio scrum   | 0     | Cardiff RFC            |
| 9                       | Robert Jones        | 25 años | Medio scrum   | 40    | Swansea RFC            |
| Aperturas y Centros     |                     |         |               |       |                        |
|                         | Adrian Davies       | 22 años | Apertura      | 2     | Cardiff RFC            |
|                         | David Evans         | 25 años | Centro        | 10    | Cardiff RFC            |
| 13                      | Scott Gibbs         | 20 años | Centro        | 6     | Neath RFC              |
| 12                      | Mike Hall           | 25 años | Centro        | 14    | Cardiff RFC            |
| 10                      | Mark Ring           | 28 años | Apertura      | 29    | Pontypool RFC          |
| Fullbacks y Wings       |                     |         |               |       |                        |
| 15                      | Tony Clement        | 24 años | Fullback      | 13    | Swansea RFC            |
| 11                      | Arthur Emyr         | 29 años | Wing          | 10    | Cardiff RFC            |
|                         | Steve Ford          | 26 años | Wing          | 8     | Cardiff RFC            |
| 14                      | Ieuan Evans         | 27 años | Wing          | 24    | Llanelli RFC           |
|                         | Mike Rayer          | 26 años | Fullback      | 0     | Cardiff RFC            |
| Entrenador: Alan Davies |                     |         |               |       |                        |

## Participación

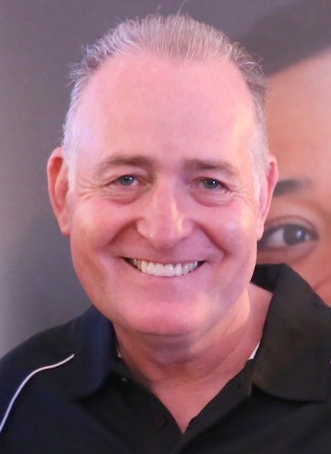
Jugaron la eliminación contra los Wallabies, la estrella Campese (11).

Gales integró el grupo C junto a los Pumas, la debutante Samoa y los favoritos Wallabies. Se esperaba que clasificaran segundos.
En su debut enfrentaron a Samoa, del entrenador Peter Schuster y los representantes: el capitán Peter Fatialofa, Eddie Ioane, Sila Vaifale, To’o Vaega y la estrella Brian Lima. Los Dragones rojos fueron sorprendidos por el ímpetu físico oceánico y cayeron por un penal.
El segundo partido fue contra Argentina del técnico Luis Gradín, quien diagramó: Diego Cash, Germán Llanes, el capitán Pablo Garretón, Gonzalo Camardón, Lisandro Arbizu y la estrella Diego Cuesta Silva. Gales aprovechó los errores argentinos y ganó por tres penales.
Finalmente jugaron la clasificación ante la Australia dirigida por Bob Dwyer y los formados: Tony Daly, Rod McCall, Simon Poidevin, el capitán Nick Farr-Jones, Michael Lynagh y la estrella David Campese. Los Wallabies fueron demasiado para los presionados británicos y ganaron por una paliza de seis tries.

## Legado
La derrota frente a Samoa fue una sorpresa, debido a la historia galesa y que para los oceánicos se trataba de su debut mundialista. La derrota se debió a que Gales subestimó a su rival; porque no alineó su mejor equipo y al agresivo, duro y físico juego samoano.
El fracaso mundialista inició una etapa decepcionante para los Dragones rojos, que esa década fueron la peor selección británica.